# Hattersheim am Main
Hattersheim am Main − miasto w Niemczech, w kraju związkowym Hesja, w rejencji Darmstadt, w powiecie Main-Taunus, nad Menem. 30 czerwca 2015 miasto liczyło 26 610 mieszkańców.

## Miasta partnerskie
- Mosonmagyaróvár, Węgry
- Santa Catarina, Republika Zielonego Przylądka
- Sarcelles, Francja